# Зелёная палочка

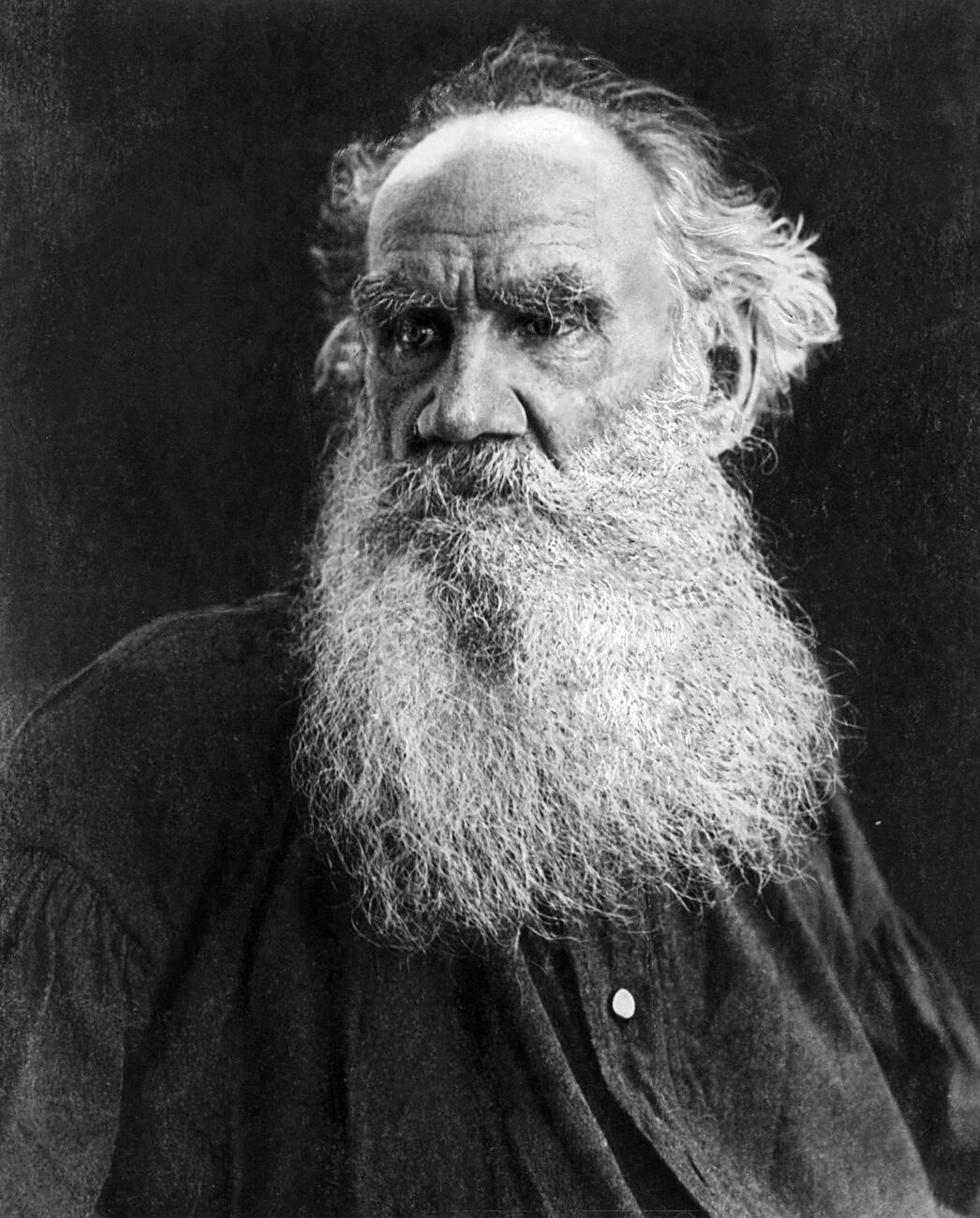
Лев Толстой

Зелёная палочка — вымышленный, якобы утерянный артефакт, о котором известно из воспоминаний Льва Толстого, воспоминаний о Льве Толстом и посвящённых ему биографий. Якобы содержал секрет всеобщего счастья.

## История
Старший брат Льва Толстого, Николай Толстой, играя с другими детьми, рассказал, что вы́резал на зелёной палочке секрет всеобщего счастья.
Десятилетний Николай объявил младшим братьям, что у него есть тайна, посредством которой, когда она откроется, все люди сделаются счастливыми, не будет ни болезней, никаких неприятностей, никто ни на кого не будет сердиться и все будут любить друг друга, все сделаются муравейными братьями. (Вероятно, это были Моравские братья, о которых он слышал или читал, но на языке Толстых это были муравейные братья.) 
Эта тайна была написана Николенькой на зеленой палочке, и палочка эта зарыта у дороги, на краю оврага в лесу старый Заказ в Ясной Поляне.
Кроме этой палочки, была еще и Фанфаронова гора. На нее Николай обещал отвести братьев, если только они исполнят все положенные для того условия: стать в угол и не думать о белом медведе, пройти, не оступившись, по щелке между половицами, и третье легкое: в продолжение года не видать зайца, все равно, живого, или мертвого, или жареного. 
Тот, кто исполнит эти условия, и еще другие, более трудные, того одно желание, какое бы оно ни было, будет исполнено. 
Толстой писал: «Помню, как я становился в угол и старался, но никак не мог не думать о белом медведе».
Будучи взрослым, Лев Толстой относил рассказы брата к влиянию рассказов о масонах и моравских братьях.
В конце жизни Лев Толстой неоднократно завещал похоронить себя там, где «Николенька» закопал зелёную палочку.
Во время похорон Леопольд Сулержицкий (в будущем поставивший вместе со Станиславским «Синюю птицу» Метерлинка) рассказал присутствовавшим историю о зелёной палочке, объясняя, почему похороны происходят в столь необычном месте. Поскольку церковная служба в соответствии с завещанием Толстого и в связи с известным конфликтом отсутствовала, именно рассказ о зелёной палочке заменил речь священника.

## Дань памяти
Вскоре после смерти Льва Толстого один из его последователей, сын крестьянина Иван Наживин, благодаря Толстому ставший крупным писателем, открыл издательство под названием «Зелёная палочка».
Под тем же названием деятелями первой волны эмиграции в 1920 году выпускался в Париже детский журнал, где в том числе публиковались Саша Чёрный и Алексей Толстой (с повестью «Детство Никиты»).
В Тульской области действует Детский толстовский центр «Зелёная палочка», состоящий из средней школы № 65 по адресу: посёлок Косая Гора, ул. Гагарина, д. 3, и «Детского Толстовского центра „Зелёная палочка“» (МДОУ № 156) по адресу: строение № 2, ул. М. Горького, д. 25.
В 2017 году в Ясной поляне был проведён спектакль-путешествие «Зелёная палочка» в рамках фестиваля «ТОЛСТОЙ WEEKEND».

## В художественной литературе
Образ палочки используется Толстым в творчестве: иронически он называет так императорский жезл; у него появляется несущий счастье образ феи с волшебной палочкой. Самый отчётливо близкий образ, указывающий на действия, аналогичные одновременно действиям Л. Н. Толстого (чья литературная карьера началась с описания детства) и Николеньки по вырезанию палочки, производит Хаджи-Мурат, которого Лорис-Меликов просит рассказать свою биографию:
    Хаджи-Мурат опустил голову и долго просидел так; потом взял палочку, лежавшую у тахты, достал из-под кинжала с слоновой ручкой, оправленной золотом, острый, как бритва, булатный ножик и начал им резать палочку и в одно и то же время рассказывать:

   — Пиши: родился в Цельмесе, аул небольшой, с ослиную голову, как у нас говорят в горах, - начал он. - Недалеко от нас, выстрела за два, Хунзах, где ханы жили. И наше семейство с ними близко было.
Зелёная палочка иронически упоминается у Татьяны Толстой, где заменяет шпагу как символ «гражданской» чести и достоинства, и непрямо у Евгения Клюева.